# Air Saint-Pierre
Air Saint-Pierre – francuska linia lotnicza z siedzibą w Saint-Pierre, w Saint-Pierre i Miquelon.